# E-adresa
E-adresa ili adresa elektroničke pošte je oznaka elektroničkog poštanskog sandučića u koji se mogu isporučiti poruke elektroničke pošte.
Primjer e-adrese koja se upotrebljava na internetu je pperic@ovo-je-primjer.hr, što se čita kao pperic na ovo-je-primjer.hr. Takva adresa sastoji se iz dva dijela:
- dio ispred znaka @ je lokalni dio adrese i najčešće označava korisničko ime primatelja (npr. pperic)
- dio iza znaka @ je ime internetske domene na koju će se poslati poruka (npr. ovo-je-primjer.hr).

Uz e-adresu u tom obliku može se upotrebljavati i puno ime primatelja (eng. display name) iza kojeg slijedi e-adresa u zagradi, kao na primjer: Pero Peric <pperic@ovo-je-primjer.hr>.
Neki stariji sustavi e-pošte koristili su se adresama u drugim formatima od navedenoga.

## Vanjske poveznice
- RFC 5322: Internet Message Format - RFC-dokument koji opisuje format "internetskih poruka", tj. poruka e-pošte.